# Dysgraphhadena
Dysgraphhadena là một chi bướm đêm thuộc họ Noctuidae.